# Perisomena transcaucasica
Perisomena transcaucasica är en fjärilsart som beskrevs av Bang-haas 1927. Perisomena transcaucasica ingår i släktet Perisomena och familjen påfågelsspinnare. Inga underarter finns listade i Catalogue of Life.

## Bildgalleri